# Биотехнологија животне средине
|  | Овај чланак је део дисеминационих активности уз подршку Фонда за науку Републике Србије, Програм ДИЈАСПОРА, #6464843, MeMEAS у сарадњи са Хемијским факултету Универзитета у Београду. Садржина ових текстова не изражава ставове Фонда за науку Републике Србије. Датум уноса: октобар—децембар 2023. Википедијанци: Ова група ученика ће писати чланке на подстраницама, где ће остати до краја периода уноса и оцењивања. Позовамо вас да помогнете ученицима и дате им смернице током израде. |

Биотехнологија животне средине је научно поље које примењује биолошке и биохемијске процесе за налажење иновативних решења за изазове у животној средини, попут контроле загађења, руковање отпадом, очување ресурса и обнове екосистема. Користи се микроорганизмима, ензимима и биолошким процесима како би се дошло до одрживих решења.  Обухвата широк опсег примена и укључује: биоремедијацију, руковање отпадом и рециклажу,  третман вода и земљишта, контролу квалитета ваздуха. Такође се бави обновљивим ресурсима где промовише производњу биогорива коришћењем материјала на биолошкој бази, биопластике , бави се обновом екосистема где употребом биотехнолошких алата обезбеђује очување природних екосистема и биодиверзитета.  Развијањем метода за производњу енергије из обновљивих извора такође се даје допринос борби против климатских промена и смањењу емисије гасова стаклене баште. 

## Биоремедијација
Биоредемедијација се често користи за решавање проблема излива нафте. Микроорганизми, попут оних који разграђују угљоводонике из рода Alcanivorax и Oleispira разлажу сирову нафту и нафтне прерађевине до мање загађујућих супстанци. Они користе нафту као извор угљеника метаболишући је до безбедних једињења попут угљен диоксида и воде. Некад се користи и биоаугментација која подразумева увођење специфичне културе микроба у већ постојећу популацију тиме побољшавајући природни капацитет за разлагање нафте.  Биостимулација, подразумева пружање повољних услова за раст постојећих природно присутних микроба. Додатак нутријената попут азота и фосфора може стимулисати њихов раст. 
Микробни биофилмови и природни сорбенти попут тресета или сламе могу побољшати ремедијацију код излива тако што повећавају додирну површину како за микробе, тако за адсорбцију нафте. Напредне технике попут метагеномике и секвенциарања нове генерације се користе за праћење микробних заједница током процеса биоремедијације. Помоћу ових алата може се проценити ефикасност ремедијације. Примена биоремедијације се видела у реалним сценаријима попут Exxon Valdez нафтног излива у Аљасци (1989) и у мексичком заливу (2010), показујући ефикасност и важност у ношењу са хаваријама.  Такође се користи у третирању контаминираних површинских вода. In situ технике биоремедијације стимулишу раст жељених микроотганизама у сврхе деградације загађивача. 
Фиторемедијација, облик биоремедијације, користи биљке за екстракцију тешких метала из контаминираног земљишта. Одређене биљке су хиперакомулатори, и могу да акумулирају високе концентрације тешких метала и тиме детоксификују земљиште.  Фиторемедијацијом такође може да се реши проблем отпадних вода.  Примењује се и код контаминираних индустријских и војних зона. У неким случајевима користи се ex situ биоремедијација што подразумева уклањање загађеног земљишта и његово третирање у контролисаном простору. Биоремедијацијом се такође могу специфично циљати пестициди и хербициди у земљишту и води.  Може се користити и у ремедијацији радиоктивног отпада јер неки микроорганизми попут Deinococcus radiodurans могу да имобилишу или растворе радионуклеотиде смањујући њихов ефекат по животну средину.  Тренутна истраживања биоремедијације се фокусирају на развој генетски модификованих организама са побољшаним способностима деградације, употребу наночестица и нових микробних комбинација за ефкасније чишћење.

## Микробна екологија
Микробна екологија је један од основих аспеката у проучавању биотехнологије животне средине јер су микроорганизми кључни у обликовању и одржању екосистема. Она се бави проучавањем диверзитета, распореда и функцијом микроорганизама у природном окружењу. Микроорганизми су битни покретачи биогеохемијских циклуса. Укључени су у процесе попут кружења нутријената, разлагања органске материје и енергетског тока унутар екосистема. Разлажу комплексна органска једињења до простијих облика, чинећи нутријенте доступне вишим организимама.  Различити екосистеми, од земљишта и воде, па све до екстремних услова изворишта врелих вода на површини и на дну мора, станиште су јединственим микробним заједницама које су адаптиране на те специфичне услове. Разумевање састава и динамике ових заједница је битно за процену стабилности екосистема.  Микроорганизми улазе у комплексне интеракције, укључујучи компетицију и узајамност. Од ових интеракција зависи структура микробне заједнице и функција екосистема. Сарадња између микроба може побољшати њихову способност деградације или фиксације азота.  Микробне заједнице се могу мењати временом као одговор на поремећаје или промене у доступности ресурса па је познавање ове динамике круцијално за предвиђање одговора екосистема на такве утицаје. 

## Технике молекуларне биологије
Технике молекуларне биологије омогућавају анализу генетичких, метаболичких и функционалних каракатеристика микроорганизама тиме дајући увид у њихову диманику и улогу у разним екосистемима. Технике које су у употреби су:
- Ланчана реакција полимеразе (PCR): PCR се широко користи за амплификацију специфичних секвенци ДНК чинећи их лакшим за детекцију и анализу која обухвата идентифиацију и квантификацију микроорганизама, гена или функционалних карактеристика присутним у узорцима.[25]

- Секвенцирање ДНК: Технике секвенцирања попут Сангеровсг секвенцирања и секвенцирање нове генерације (NGS), пружају детаљну информацију о генетичком саставу заједница микроорганизама, где се по својој способности посебно истиче NGS.[26]

- Метагеномика је молекуларни приступ који укључује директно секвенцирањ ДНК екстрахованим из узорака животне средине. [27]

- Анализа експресије функционалних гена у кључним метаболичким процесима попут кружења азота (нпр. гена за нитрификацију и денитрификацију) или деградације загађивача (нпр. гени за деградацију ксенобиотика).[28]

- Анализа срединске ДНК (eDNA) подразумева екстракцију и анализу ДНК директно из узорака животне средине за детекцију и идентификацију организама без претходне култивације. Посебно је корисна за проучавање ретких или технички захтевних врста.[29]

## Аналитичке методе у употреби:
- Гасна хроматографија са масеним детектором (GC-MS) која се користи за испарљива органска једињења.[30]

- Teчна хроматографија високих перформанси (HPLC) која се користи за одвајање, идентификацију и квантификацију разних органских и неорганских једињења у течним узорцима.[31]

- Индуктивно куплована плазма - масена спектрометрија (ICP-MS) се користи за кватитативно одређивање елеманата у траговима. Висока прецизност и осетљивост ове методе је чини одговарајућом за процену контаминације металима. [32]

- Атомска абсорбциона спектроскопија (AAS) се такође користи за одређивање концентрације појединих елемената, конкретно метала и металоида, мерењем абсорбције светла на карактеристичним таласним дужинама. [33]

- Ензимски повезани имуносорбентни тест (ELISA) је имунолошки метод којим се детектују и квантификују специфични антигени у узорцима животне средине. У биотехнологији животне средине се користи на пример за проверу специфичних микробних биомаркера.  [34]

- Спектрофотометрија мери абсорбцију светлости од стране супстанци у узорку. Користи се за одређивање концентрације разних једињења укључујући загађивача и микробних пигмената. [35]

## Мониторинг животне средине
Мониторинг животне средине обухвата разне технике за процену стања животне средине идентификујући промене кроз време и праћњу утицаја људске активности на природне екосистеме. У оптицају су следеће технологије:
- Сензорне технологије пружају податке у реалном времену за различите параметре. Ови сензори могу мерити температуру, pH, растворен кисеоник, и концентрацију загађивача.[36]

- Даљинско посматрање употребљава сателите и снимке из ваздуха како би се пратиле промене на великој скали. Незаменљиво је праћење стања вегетације и климатских промена.[37]

- Мониторинг квалитета воде подразумева проверу параметара као што су тубридитет, нивое нутријената и загађивача.[38]

- Мониторинг квалитета ваздуха подразумева мерење одређених ваздушних загађивача попут концентрације ситних честица, озона, сумпор диоксида и азотних оксида. [39]

- Биолошки мониторинг подразумева употребу индикаторских врсти или биолошких параметара. На пример, присуство или одсуство одређених врста у воденим екосистемима може индиковати квалитет воде.[40]

Мониторинг животне средине даје велике базе података које захтевају напредну анализу података и интеграције. Географски информациони системи и статистичке методе играју битну улогу у синтези и интерпретацији тих података. 

## Микробне горивне ћелије
Микробне горивне ћелије су биоелектрохемијске галванске ћелије које користе метаболичке процесе микроорганизама за претварање органске материје у електричну енергију. Раде на принципу микробне респирације где оксидацијом органских супстрата присутних, на пример у отпадној води, отпуштају електроне. Ови електрони прелазе на електрону дајући струју. Истовремено протони иду кроз мембрану протонске размене до катоде где се комбинују са електронима и кисеником формирајући воду.  Оне могу истовремено третирати отпадну воду и производити електрицитет и тиме нуде одржив приступ у уклањању органских загађивача уз додатно генерисање електтрицитета. Иако је количина електрицитета која се добије овим путем тренутно мала, тренутна истраживања циљају на повећању перформанси и примени на већој скали. Минијатурне варијанте ових ћелија се истражују у сврхе примена за мониторинг. 

## Биогориво од алги
Производња биогорива од алги укључује култиваицју микроалги које претварају сунчеву енергију и угљен диоксид у биогорива попут биодизела или биоетанола. Овај приступ нуди неколико предности од којих су неки брз раст, минимална површина за узгој и потенцијал да се смање емисије угљен диоксида. У оптицај за избор сорте алги улазе врсте са високом количином липида или угљоводоника, брзим растом и толеранцијом на варијабилне спољне факторе.  Овом опису одговарају Scenedesmus и Chlorella.
Алге се могу гајити у разним култивационим системима, укључујући баре и затворене фотобиореакторе. Сваки систем има своје предности и мане из перспективе цене, скалирања и контроле. Сакупљање и дехидратација биомасе алги може бити енергетски захтевно и скупо. Користе се технике попут центрифугирања, флокулације и филтрације за одвајање алги од култивационог медијума.  Екстракција липида је кључан корак и производњи биодизела и врши се екстракцијом растварачем, суперкритичним флуидима и механичком обрадом ћелија. Екстраховани из алги, трансестерификацијом иду до биодизела или ферментацијом до биоетанола. 

## Технологије претварања отпада у енергију (Waste-to-Energy WtE)
Технологије претварања отпада у енергију  користе отпад као гориво за генерисање енергије. Овде пример могу бити анаеробна дигестија где микроорганизми разарају органску материју у одсуству кисеоника. Овај процес производи био-гас чији је метан основни консистуент, а он се може користити у производњи енергије. 

## Интеракције између биљки и микроба
Интеракције између биљки и микроба су битне са аспекта пољопривреде. На пример, постоје азотофиксирајуће бактерије попут Rhizobia и Frankia које формирају симбиотски однос са махунаркама. Ове бактерије претварају атмосферски азот у амонијак, пружајући извор азота без потребе за синтетичким ђубривима. 
Арбускуларне микрозне гљиве праве симбиотске односе са корењем већине биљака. Оне побољшавају упијање нутријената, посебно фосфора и побољшавају отпорност биљака на патогене и абиотски стрес. 
Ризобактерије које промовишу биљни раст су повољне бактерије из земљишта које побољшавају раст биљака и њихово здравље кроз низ механизама, укључујући растворљивост нутријената, производњу хормона који стимулишу раст и заштите од патогена. 
Антагонистички микроорганизми, попут Trichoderma spp. и Bacillus spp могу потиснути биљне патогене кроз компетицију за нутријенте и производњу антимикробних једињења. Ови агенси за биоконтролу смањују потребу за хемијским пестицидима.
Ендофитни микроорганизми насељавају унутрашност биљака без изазивања болести. Они могу побољшати раст биљака, абсорбцију нутријената и толеранцију на стресоре из животне средине. 

## Биотехнолошки приступи контоли штеточина
Генетски модификоване биљке су развијене тако да врше експресију гена која као последицу носи отпорност на специфичне штеточине. На пример, гени Bacillus thuringiensis се убацују у биљке попут памука или кукуруза како би производили протеине токсичне по инскете који их нападају, тиме смањујући потребу за хемијске инсектициде. 

### Технологија РНК интерференције
Ова технологија користи мале РНК молекуле да угасе специфичне гене штеточина неопходне за њихово преживљавање. Кад их штеточине унесу у себе, ти молекули ометају њихове виталне процесе и воде до смрти.

### Технике стерилизације инсеката
Инсекти се могу стерилисати радијацијом или генетичком модификацијом и пустити у животну средину где њихово парење неће довести до функционалних потомака и тиме им се број смањује.

### Биолошка контрола
Биолошка контрола се тиче увођења природних непријатеља, било да су то предатори, паразити или патогени у циљу смањења популације, такође смањујући потребу за употребом пестицида.  Употреба синтетичких феромона може да се користи за ометање парења или за прављење замки.